# Tipula (Vestiplex) longiventris
Tipula (Vestiplex) longiventris is een tweevleugelige uit de familie langpootmuggen (Tipulidae). De soort komt voor in het Nearctisch gebied.